# Соликамск
Солика́мск — город в Пермском крае. Входит в состав Соликамского муниципального округа, являясь его административным центром. Население — ↘87 745 чел. (2025).
В рамках административно-территориального устройства имеет статус города краевого значения, а также является административным центром Соликамского муниципального округа.

## География
Город расположен в краевой зоне Восточно-Европейской равнины на территории Предуральского краевого прогиба у левых притоков Камы — рек Усолки и Боровой. Конечная железнодорожная станция Соликамск по линии Чусовая — Соликамск. Расстояние до краевого центра — 202 км (по автодороге), 368 км (по железной дороге, через ст. Чусовская). Порт Камского водохранилища.
Занимает территорию 165,5 км².

## История
Жизнь и название Соликамску дала соль. Точных данных о начале солеварения и о том, откуда пришли первые русские поселенцы на речку Усолку, нет. Единственным источником служит книга В. Н. Берха «Путешествие в города Чердынь и Соликамск для изыскания исторических древностей». В ней он предполагает, что город возник при соляных промыслах, организованных вологодскими купцами Калинниковыми около 1430 года. Калинниковы завели солеварение выше села Верх-Боровского при реке Боровой, но скудость рассолов заставила их оставить это место и устроить рассолоподъёмные трубы и варницы на берегу Усолки. Первые достоверные сведения о городе, получившем название Усолье Камское, Соль Камская, появляются с 1579 года в писцовых книгах И. И. Яхонтова.
Сооружения промыслов — трубы, башни над ними, лари для хранения рассола, варницы, амбары — были первыми постройками нового поселения. В 1451—1505 годах расположенная в верховьях Камы Пермь Великая была присоединена к Великому княжеству Московскому. Выгодное географическое положение и богатые запасы соляных источников привлекали в Соликамск торговых людей, и в 1579 году по первой переписи Перми Великой Ивана Яхонтова Соликамск числился укреплённым городом с посадом. В нём насчитывалось 190 дворов, 16 соляных варниц, 26 лавок, несколько церквей. Город не раз страдал от набегов кочевых племён и пожаров (например, в 1581 году его сжёг во время набега мансийский князь Кихек), но всегда восстанавливался.
В 1613 году в Соликамск стали назначаться воеводы. Согласно писцовым книгам, в 1623 году в Соликамске было уже 357 дворов, 67 лавок, 37 варниц и 16 кузниц.
После присоединения Казанского и Сибирского ханств к Русскому государству, исчезла военная угроза, открылись новые торговые пути. В XVII веке Соликамск, бывший крупным транзитным и перевалочным пунктом на пути в Сибирь, стал важным экономическим и административным центром. Большую роль в этом сыграло открытие Артемием Бабиновым прямой дороги к верховьям реки Туры и основание там города Верхотурье (1597).
К концу XVII — началу XVIII века Соликамск был крупнейшей «солеварней» России. Соль Камская давала в это время более половины всей реализуемой в стране соли. В городе и в Соликамском уезде в XVII веке действовали солепромышленники из Москвы (Г. Л. Никитников) и из Балахны (Соколовы).
К концу XVII века, с установлением торговых связей с Китаем, Соликамск стал транзитно-торговым центром между Москвой и Пекином; развернулось большое каменное строительство. В этот период Соликамск был самым значительным торгово-промышленным городом Прикамья, его экономическое значение выходило далеко за пределы Урала. В 1630-х годах близ города, у деревни Григорово, были открыты залежи медной руды и в 1635 году возник первый в России медеплавильный Пыскорский завод. В 1731 году в 2 км от Соликамска Турчаниновым был построен второй медеплавильный завод, а близ него, в 1742 году — фабрика медной посуды (изготовлялись сервизы для императорской семьи и самовары).
В 1708 году город Соль Камская был включён в состав учреждённой Сибирской губернии.
В 1711 году в Соль Камскую прибыли 97 пленённых в Северной войне шведов, в том числе 93 офицера и 4 лекаря. Также в городе оставались шведы, которые не могли продолжить путь в Сибирь по причине болезни, и на момент выхода в 1721 году указа Сената о возврате пленных на родину в Соликамске находилось 186 шведов, некоторые из которых приняли православие и обзавелись семьями. Наиболее известным шведским пленным, побывавшим в Соликамске, стал капитан шведской армии И. фон Страленберг, автор концепции о происхождении топонима «Пермь» от скандинавского «Биармия», который первым начал изучать древние памятники Урала.
В 1730-е годы в селе Красном близ Соликамска Григорием Демидовым был создан один из первых в России частных ботанических садов. Количество таксонов в саду превышало 500 наименований. В 1746 году в саду была сохранена коллекция 80 сибирских растений Г. Стеллера, переданная в Академию наук. Фрагментарное описание сада и оранжерей встречается в книгах И. Гмелина, Ж. Ш. д’Отроша. В конце 60-х гг. XVIII в. А. Ф. Турчанинов в своей усадьбе также разбил ботанический сад. Оба представляли большой научно-практический и познавательный интерес.
При создании Пермской губернии в 1781 году Соликамск стал уездным городом.
К концу XVIII века солеваренные промыслы Прикамья потеряли былое монопольное положение. Истощенные рассолы
Соликамска были ниже качеством, чем в Новом Усолье и Лёнве. Продукция соликамских варниц сократилась до 65 тысяч пудов соли в год. Из солепромышленников Соликамска лишь Турчаниновы продолжили деятельность до начала XIX века. С появлением нового сибирского тракта, прошедшего от Казани через Пермь и Кунгур на Екатеринбург, Соликамск также потерял значение торгового центра на главной дороге в Сибирь.
К началу XIX века в городе действовали мыловаренный, стекольный и 7 кожевенных заводов, кустарная колокольная фабрика. К середине XIX века торговля затихает. Однако со второй половины XIX века начинается новый экономический подъём Соликамска, совершенствуются старые и строятся новые соляные заводы (в 1860 вываривалось 164,4 тыс. пудов соли, в 1900 — 3,4 млн пудов). К концу XIX — началу XX века в городе действовало 2 кожевенных завода, 5 заведений по изготовлению кожевенных изделий, столярное и иконостасное предприятия, 2 кирпичных и винный заводы, свыше 20 кузниц, были открыты 24 торговых заведения, банк; строились баржи. В начале XX века в Соликамске были женская и мужская гимназии, 4 училища, лесная школа, 3 публичные библиотеки, кинематограф.
31 января (13 февраля) 1918 года в Соликамске провозглашена Советская власть, упразднена земская и городская управа.
25 февраля 1918 года уездный центр из города Соликамск перенесён в село Новое Усолье.
В ноябре 1923 года Соликамск становится районным центром Верхне-Камского округа и одновременно теряет статус города, став селом.
Декретом ВЦИК от 5 апреля 1926 года Соликамску возвращён статус города.
В сентябре 1928 года из города Усолье в Соликамск переносится административный центр Верхне-Камского округа.
В 20-е годы XX века Соликамск — один из центров индустриального развития всесоюзного значения. Единственное на территории СССР месторождение калийно-магниевых солей становится центром развития отрасли.
В годы индустриализации в городе имели хождение деньги Соликамского карналлитового комбината, ставшие бонистической редкостью.
В августе 1941 года в Соликамске было сформировано Соликамское аэросанное училище, а с мая 1943 года — Соликамское танковое училище, которое было передислоцировано в Камышин в 1944 году.
В годы Великой Отечественной войны в Соликамске находились мощи преподобного Сергия Радонежского, вывезенные вместе с музейными фондами перед угрозой фашистской оккупации.
В 1941—1949 года в Усольлаг были депортированы около 800 латышей, многие из них были расстреляны, умерли от болезней.
Со временем границы Соликамска значительно расширились, в 1959 году в его состав включён город Боровск, расположенный на севере близ реки Боровой, в 6 км от центра. С развитием калийной промышленности в городе, в долине реки Клестовки, вырос современный микрорайон Клестовка.

## Население
| 1600     | 1609     | 1651     | 1671     | 1703     | 1740     | 1757     | 1771     | 1791     | 1801     | 1830     |
| -------- | -------- | -------- | -------- | -------- | -------- | -------- | -------- | -------- | -------- | -------- |
| 250      | ↗351     | ↗989     | ↗1000    | ↗2567    | ↗5100    | ↗10 179  | ↘8579    | ↗9661    | ↗14 141  | ↗21 612  |
| 1847     | 1856     | 1859     | 1891     | 1896     | 1897     | 1926     | 1929     | 1931     | 1939     | 1940     |
| ↗23 567  | ↘2800    | ↗25 090  | ↗40 912  | ↘4000    | ↗4073    | ↘3700    | ↗41 333  | ↘12 700  | ↗38 000  | ↗38 803  |
| 1941     | 1942     | 1943     | 1944     | 1945     | 1946     | 1959     | 1963     | 1967     | 1970     | 1973     |
| ↗42 941  | ↗49 079  | ↗50 478  | ↘48 668  | ↘47 859  | ↗50 560  | ↗82 874  | ↗83 600  | ↗88 000  | ↗88 595  | ↗91 000  |
| 1975     | 1976     | 1979     | 1982     | 1985     | 1986     | 1987     | 1989     | 1990     | 1991     | 1992     |
| ↗97 000  | →97 000  | ↗101 158 | ↗103 000 | ↗106 000 | ↗107 000 | ↗108 000 | ↗110 098 | ↘110 000 | →110 000 | →110 000 |
| 1993     | 1994     | 1995     | 1996     | 1997     | 1998     | 1999     | 2000     | 2001     | 2002     | 2003     |
| ↘109 000 | →109 000 | ↘108 000 | ↘107 000 | →107 000 | →107 000 | ↘106 400 | ↘106 000 | ↘105 400 | ↘102 531 | ↘102 500 |
| 2004     | 2005     | 2006     | 2007     | 2008     | 2009     | 2010     | 2011     | 2012     | 2013     | 2014     |
| ↘101 400 | ↘100 400 | ↘99 400  | ↘98 200  | ↘97 300  | ↘96 222  | ↗97 384  | ↘97 063  | ↘96 759  | ↘96 306  | ↘95 828  |
| 2015     | 2016     | 2017     | 2018     | 2019     | 2020     | 2021     | 2023     | 2025     |          |          |
| ↘95 514  | ↘95 191  | ↘94 628  | ↘93 868  | ↘93 118  | ↘92 602  | ↘89 473  | ↘88 789  | ↘87 745  |          |          |

На 1 января 2025 года по численности населения город находился на 190-м месте из 1124 городов Российской Федерации.
В 1579 году в Соликамске было: «дворов 190, людей в них 201 податных человек муж. пола, 26 лавок и 16 варниц».
В советское время население города превысило отметку 100 000 человек, что было зафиксировано во Всесоюзной переписи населения 1989 года. Затем началось снижение численности населения. В половом отношении доля мужчин равна 46 %, доля женщин — 54 %. По возрастной структуре 17 % составляют пенсионеры, 20 % — дети до 18 лет и 63 % — население в трудоспособном возрасте.

## Местные говоры
Говоры Соликамского района были достаточно хорошо изучены в советский период. В 1973 году вышел «Словарь говоров Соликамского района Пермской области», включавший 6420 словарных статей.

## Природные ресурсы
Город расположен в пределах уникального Верхнекамского месторождения калийных и калийно-магниевых солей. В недрах находятся большие запасы хлористых солей натрия.
Сырьевые ресурсы месторождения комплексные, в руде содержатся редкие и рассеянные элементы: бром, рубидий, цезий, магний и др. Близ железнодорожной станции Соликамск расположено месторождение строительных песков и песчано-гравийной смеси. Природные ресурсы Соликамска богаты разнообразным комплексом минеральных вод промышленного и лечебного значения.
Их изучали П. И. Преображенский, П. Н. Чирвинский (1941—1943) и другие геологи.

## Экономика
Соликамск — один из двух экономических центров Березниковско-Соликамского промышленного района, территория которого в экономическом отношении представляет собой единое целое, что способствует развитию между предприятиями Березников и Соликамска тесных производственно-технических связей.

### Промышленность
Хозяйственный профиль города определяет:
- горнохимическая промышленность (добыча калийных солей и производство минеральных удобрений) — ОАО «Сильвинит»
  - с 2011 года — ПАО «Уралкалий»,
- предприятия лесопромышленного комплекса:
  - ОАО «Соликамскбумпром»,
  - лесозаготовительный комбинат,
- а также металлургическая промышленность:
  - ОАО «Соликамский магниевый завод» (производство магния, основанное на переработке калийно-магниевых солей).
- В городе имеются предприятия машиностроения:
  - ремонтно-механический завод,
- строительные организации,
- предприятия пищевой промышленности,
- ОАО «Соликамский завод Урал»[56] — военно-промышленный завод зарядов и порохов.

Основа экономической жизни города — калийная промышленность. Проектная мощность 3 калийных рудоуправлений, входящих в ОАО «Уралкалий», составляет 3203,2 тыс. т калийных удобрений в год.
В настоящее время город имеет большой экспортный потенциал благодаря высокому уровню развития основной химии, металлургии (производство магния и редкоземельных элементов). Сегодня продукция соликамских предприятий поставляется более чем в 60 стран мира. Соликамск имеет туристическо-рекреационные возможности.

### Транспорт
Соликамск — крупный транспортный узел. В городе есть железнодорожная станция Соликамск Пермского отделения Свердловской железной дороги. Из Соликамска на поезде можно доехать до Екатеринбурга (поезд Соликамск-Екатеринбург). В городе есть автовокзал, который обслуживает как пригородные маршруты так и междугородние. Автобусом из Соликамска можно доехать до Перми, Екатеринбурга, Березников, Чердыни, Красновишерска, Ныроба, Кизела, Лысьвы, Александровска, Нытвы. Городской транспорт представлен 22 автобусными маршрутами. Маршрутное такси в городе не прижилось. Главная компания перевозчик — «Городской экспресс». В основном маршруты проложены из Южной части города в Северную.
В муниципальной собственности находится 326,6 км дорог, протяжённость дорог с твёрдым покрытием составляет 261,5 км. Соликамск является крупнейшим из автодорожных узлов севера края. Соликамский городской округ соединён автодорогами территориального значения с городами Красновишерск и Чердынь в северном направлении, Березники, Александровск, Кизел, Пермь в южном направлении.
В 12 км от города расположен закрытый аэропорт. Ещё в 2004 году из Соликамска можно было долететь до Москвы, а летом были рейсы до Анапы и Сочи.
У города имеется выход на Единую глубоководную систему Европейской части России по реке Каме.
После проседания грунта в результате техногенной катастрофы, пассажирское движение по железнодорожной ветке Яйва — Березники было приостановлено. Руководство ОАО «РЖД» приняло решения о строительстве новой обходной ветки железной дороги. Строительство было завершено в 2009 году, а весной 2010 года было открыто движение в обход опасного участка.

### Финансовая инфраструктура
В Соликамске представлено 8 банков:
- Западно-Уральский банк Сбербанка России
- Почта Банк
- Банк «Уральский финансовый дом»
- Банк «Пойдём»
- дополнительный офис Пермского филиала банка «Транскапиталбанк»
- Совкомбанк
- Альфа банк
- дополнительный офис Пермского филиала «ВТБ-24»

и 8 страховых компаний
- ОАО «Военно-страховая компания»
- Росгосстрах, страховой отдел в г. Соликамске
- Страховая группа «Уралсиб»
- ЗАО Страховая группа «Спасские ворота»
- ОАО «СОГАЗ»
- ООО Медицинская страховая компания «Медпрана-Люкс»
- Страховая компания «Ингосстрах», дополнительный офис в Соликамске

и 1 микрофинансовая организация:
- ООО «Финансовая помощь»

### Энергетическая инфраструктура
Газоснабжение предприятий и населения Соликамского городского округа осуществляется по газопроводу — отводу «Чусовой — Березники — Соликамск» в одну нитку с годовым объёмом поставки газа порядка 711 млн м³.
Электрические сети Соликамского городского округа включают в себя 650 км кабельных и воздушных линий, 168 трансформаторных и распределительных подстанций. Поставка электроэнергии для потребителей г. Соликамска осуществляется от Пермской энергосистемы и Соликамских ТЭЦ (СТЭЦ-12 и СТЭЦ-11) посредством подстанций.
Выработку тепла обеспечивают производственные котельные ОАО «Сильвинит» (3 источника), ОАО «Соликамский магниевый завод», ООО «Соликамская ТЭЦ» и котельная МУП «Теплоэнерго».

### Состояние рынка труда
Среднемесячная заработная плата на территории городского округа на конец 2010 года составила 18020,2 рублей при прожиточном минимуме в среднем по Пермскому краю за 2010 год 5535 рублей. Её значение сильно разнится в зависимости от отрасли: от 8806 рублей в сельском хозяйстве до 27953 в финансовой деятельности. Значение средней заработной платы в городском округе превосходит среднюю заработную плату в большей части муниципальных образований Пермского края. В целом, по Пермскому краю среднемесячная начисленная заработная плата за октябрь 2010 года составила 17056,5 рублей.
Численность экономически активного населения на 1 января 2010 г. составила 51988 человек, или 54,6 % от общей численности.
Уровень зарегистрированной безработицы в 2010 году по городскому округу составил 1,8 % к численности экономически активного населения, что несколько ниже среднего показателя по Пермскому краю 2,1 % на конец 2010 года.
Важной характеристикой рынка труда г. Соликамска является то, что удалось сохранить квалифицированный кадровый потенциал, прежде всего, в сфере металлургии и электроэнергетики.

### Инвестиционная привлекательность
Ключевыми факторами инвестиционной привлекательности Соликамского городского округа и его основными конкурентными преимуществами являются:
- стабильно высокие темпы развития экономики, её разнонаправленность;
- рост спроса на минеральные удобрения и их цены положительным образом влияют на развитие главного производителя города — Уралкалия;
- высокий уровень развития промышленности и улучшение внешней рыночной конъюнктуры;
- развитая транспортная инфраструктура позволяет с наименьшими издержками выходить на стратегически важные города России и зарубежья;
- стратегическое центральное положение Соликамска на Белкомуре, что даёт выгодные условия для инвестирования в транспортный кластер;
- высокий уровень профессионального образования и наличие квалифицированной рабочей силы;
- низкий уровень политического риска;
- высокая покупательная способность жителей города;
- высокий туристский потенциал и слабое развитие городов-конкурентов на севере Пермского края.

## Экология
Экологическая ситуация в городе неблагоприятная. Особенно неудовлетворительное положение с очисткой промышленных стоков, отличающихся высокой токсичностью. Из 11 очистных сооружений лишь 5 обеспечивают нормальную очистку. Высокой загрязнённостью характеризуется и состояние атмосферы. Главная трудность при разработке калийного месторождения — утилизация отходов (калийная соль). В городе есть несколько факторов загрязнения.

## Административное деление
В территориально-планировочном отношении город разделён на следующие части:
- Южная часть — центр, расположенный в основном вдоль реки Усолки, со значительным числом административных зданий, архитектурных и исторических памятников (церкви, здания застройки XIX — начала XX века); микрорайоны: Верхний и Нижний Больничный, Красное, 3-й микрорайон калийщиков, Клестовка; а также ряд крупных посёлков (Калиец, Шахтёрский, Рубцово), которые примыкают к подразделениям Уралкалия, магниевого завода и другие;
- Северная часть — микрорайон Боровск (в 1949—1959 годах город, тяготеющий к Соликамскому ЦБК и к реке Каме).

Между южной и северной частями города приблизительно 6 км. Между ними находятся промышленные зоны, склады, базы, автозаправки, а также садовые участки.

## Телекоммуникации
Телефонная стационарная связь
Обеспеченность населения квартирными телефонами быстро увеличивалась каждый год до 2002 года, затем темп роста начал сокращаться, и количество телефонов стабилизировалось. На 2008 год этот показатель составил 226 телефонов на 1000 человек, что значительно превышает средний показатель по региону, отставая лишь от краевого центра и Березников. На телефонных сетях города находится в эксплуатации 101 таксофон городской телефонной связи, из них 76 — универсальные междугородние. Проводное радиовещание в городе прекратилось в 2010 году.
Мобильная связь
Интенсивно развивается беспроводная радиосвязь (услуги сотовой связи). Число абонентов GSM в городе к 2010 году достигло 200 тысяч человек (в 2 раза превышая численность населения города). В Соликамске представлено четыре оператора сотовой связи — Теле 2, МТС, МегаФон и Билайн. Все они обеспечивают стабильный приём сигнала сотовой сети в черте города. Операторы МТС, Мегафон и Билайн предлагают своим абонентам услуги мобильной связи и широкополосной передачи данных в современных стандартах 3G и 4G (VoLTE), наряду со стандартом GSM.
Наиболее развитые центры мобильной связи — Евросеть и Связной.
Доступ к сети Интернет
В Соликамске услуги доступа к сети Интернет оказывают следующие провайдеры: ОАО «МегаФон», ОАО «Ростелеком», ОАО «МТС» под брендом МТС. C 2011 года услуги доступа к сети интернет для корпоративных клиентов, а с 2012 года и физических лиц, предоставляет ЗАО «Урал-ТрансТелеКом». Доступ в Интернет осуществляется с помощью коммутируемых (Dial-UP, ADSL) и выделенных соединений. Количество абонентов широкополосного доступа составляет более 30 тысяч.
Операторы «большой тройки» (Билайн, МТС и Мегафон) также оказывают услуги мобильной связи 3-го и 4-го поколений (3G, 4G), что значительно увеличило проникновение широкополосного доступа в Интернет в последние годы.

## Социальная инфраструктура

### Образование
Общее число государственных и муниципальных дневных и общеобразовательных учреждений — 20.
Сеть образования города охватывает все ступени: от дошкольного образования до высшего. Соликамский государственный педагогический институт существует в статусе филиала ПГНИУ (Пермский государственный национальный исследовательский университет), действует 6 средних специальных учебных заведений, старейшими из которых являются педагогический колледж (ранее — Соликамская женская гимназия) и филиал Березниковского медицинского училища. Имеются две гимназии. Большое внимание уделяется дошкольному образованию. Число мест в дошкольных образовательных учреждениях растёт каждый год, и к 2009 г. оно достигло 5336.

### Здравоохранение
Услуги медицинского характера населению города оказываются лечебно-профилактическими учреждениями, мощность которых 1,4 тыс. больничных коек и 2,2 тыс. посещений в смену в учреждениях амбулаторно-клинического типа. В сумме в этих учреждениях работают 342 врача всех специальностей. Всего в отрасли здравоохранения и предоставления социальных услуг трудится 2585 человек.
В течение года в городе реализовались муниципальные программы «Репродуктивное здоровье населения г. Соликамска на 2008—2011 гг.» и «Развитие службы анестезиологии и реанимации г. Соликамска на 2007—2009 гг.». Кроме этого, по национальному проекту «Здоровье» привлечено средств в сумме 56,8 млн руб. (в 2008 г. — 63,9 млн руб.). Также в 2025 году в Соликамске началось строительство новой детской поликлиники, в северной части города.

### Туризм
В 1970 г. город был включён в список исторических городов, в котором насчитывается 67 памятников истории культуры, 26 архитектурных памятников (из них 23 — федерального значения), среди которых ведущее место занимает Троицкий собор. В городе: городской краеведческий музей с богатыми коллекциями монет, икон и других экспонатов, ведомственные музеи ОАО «Уралкалий», ОАО «Соликамскбумпром», ОАО СМЗ.
С 2005 года на территории «Музея истории соли» проходит фестиваль кузнечного мастерства «Огни Гефеста». С 2010 года город позиционирует себя как «Соликамск — соляная столица России».
В 1994 году в Соликамске основан «Мемориальный ботанический сад Григория Демидова». Ежегодно сад посещают до 8 тыс. гостей. В 2008 году город Соликамск посетили по официальным данным более 10 тыс. человек.
В 2011 году в Соликамске появился экскурсионный маршрут «Зелёная линия».

## Средства массовой информации
Кабельное телевидение
- «Соликамск ТВ» — в структуре холдинга «Соликамск-МЕДИА». solnews.ru
- «Соль ТВ».

### Газеты
- «Соликамский рабочий» — общественно-политическая газета в структуре холдинга «Соликамск-МЕДИА».
- «Наш Соликамск» — частная еженедельная газета.
- «ГородОК на Каме» — частная еженедельная газета.
- «Бумажник» — корпоративная газета ОАО «Соликамскбумпром».
- «Магниевик» — корпоративная газета ОАО «Соликамский магниевый завод».

### FM радиовещание
Радиостанции, вещающие в Соликамске:
- 88,7 МГц — Юмор FM
- 89,1 МГц — Радио ENERGY
- 94,3 МГц — Радио Болид
- 95,1 МГц — Наше Радио[59]
- 95,9 МГц — Ретро FM
- 96,3 МГц — Радио Пермяк
- 97,0 МГц — Love Radio
- 97,8 МГц — Радио Дача
- 98,3 МГц — Радио Рекорд
- 99,1 МГц — Соль FM
- 99,5 МГц — Дорожное радио
- 100,5 МГц — Соликамск FM[59]
- 106,0 МГц — Авторадио

### Местное Телевидение
- СТС Love
- Ю
- Солнце
- Соль ТВ

### Цифровое эфирное телевидение
Все 20 каналов для мультиплекса РТРС-1 и РТРС-2; Пакет радиоканал, включает: «Вести FM», «Радио Маяк», «Радио России / Пермская ГТРК.»
- Пакет телеканалов РТРС-1 (телевизионный канал 38, частота 610 МГц), включает: «Первый Канал», «Россия 1 / Пермская ГТРК», «Матч-ТВ», «НТВ», «Пятый Канал», «Россия К», «Россия 24 / Пермская ГТРК», «Карусель», «ОТР» / «VETTA 24», «ТВЦ».
- Пакет телеканалов РТРС-2 (телевизионный канал 46, частота 674 МГц), включает: «РЕН ТВ», «СПАС», «СТС», «Домашний», «ТВ3», «Пятница!», «Звезда», «Мир», «ТНТ», «МУЗ-ТВ».

## Галереи

### Галерея. Современные виды
- Исторический центр города Соликамск
- Вид с северной возвышенности на город Соликамск.
- Дом воеводы в Соликамске.
- Дом воеводы.
- Часовня апостолов Петра и Павла.
- Крестовоздвиженский собор (1698—1702) с новой надстройкой
- Церковь Жён Мироносиц.
- Отреставрированная Церковь Михаила Малеина (Вознесенская) (1734). Город Соликамск.
- с. Городище. Знаменская церковь (1750—1780). Соликамский район.
- с. Городище. Многоярусная колокольня Знаменской церкви (1750—1780).
- с. Городище. Фрагмент деревянного иконостаса Знаменской церкви

### Галерея 2003 года
- Дом Воеводы.
- Общий вид Троицкого собора (1685—1697).
- Фасад Троицкого собора (1685—1697).
- Церковь-корабль Иоанна Предтечи (1721).
- Крестовоздвиженский Собор (1698—1702) до реконструкции.
- Спасская церковь (1689) до реставрации, 2003 год.
- Архангельская церковь (1725), 2003 год.
- Преображенская церковь (1683—1690).
- Глава Введенской церкви (1687—1695).
- Воскресенско-Рождественская церковь (1714—1752). Общий вид. На заднем плане – Соборная колокольня.
- Вознесенская (Свято-Троицкая) церковь (1704).
- Фасад Вознесенской (Свято-Троицкой) церкви (1704).
- Церковь Михаила Малеина (1734).
- Соликамский традиционный дом.

## Русская православная церковь
- Богоявленская церковь[60]
- Церковь во имя Введения во храм Пресвятой Богородицы[61]
- Церковь святых Жён-Мироносиц[62]
- Церковь во имя Нерукотворного Образа Спасителя. Построена в 1689—1691 гг.[63]
- Церковь во имя Преображения Господня (Спасо-Преображенская)[64]
- Кладбищенская церковь во имя святого праведного Симеона Верхотурского[65]
- Свято-Троицкий мужской монастырь[66]
- Женский Иоанно-Предтеченский (Красносельский) монастырь[67]

## Архитектура и достопримечательности
Город насыщен памятниками истории и архитектуры, располагая уникальным ансамблем церквей XVII-XVIII веков. Среди памятников гражданской архитектуры: воеводский дом (1688, с килевидными многоступенчатыми кокошниками в наличниках); двухэтажный деревянный жилой дом (начало XVIII в.) вблизи кремлёвского холма, на набережной; бывшая усадьба Турчанинова (1760-80-е гг.) с 3 уцелевшими домами. В заречной части Соликамска сохранился бывший дом купца И. С. Лапина (конец XVIII в.). В 1920-30-х гг. город расширился в связи с интенсивным промышленным и гражданским строительством. На центральной улице расположены 2 здания в стиле конструктивизма: кинотеатр и Госбанк (оба — начало 1930-х гг.). По р. Боровой — район, примыкающий на западе к целлюлозно-бумажному комбинату, с невысокой застройкой 1950-х гг. С композиционной живописностью решены кварталы на склоне р. Усолка восточной части центрального района Соликамска и на правобережье. Среди мемориальных памятников Соликамска — комплекс, посвящённый воинам Великой Отечественной войны 1941-45, умершим в госпиталях города, и юбилейный мемориал (1985), посвящённый танковым училищам города.
В 20 км к северу от Соликамска, в селе Верх-Боровая, — древнейшая на Урале кирпичная Крестовоздвиженская церковь (1678, южный придел — 1683-91) с восьмигранной колокольней и деревянной папертью (XIX в.), с порталом, наличниками и храмовой надписью, выполненной из наборного лекального кирпича, а также традиционные для северного Прикамья жилые усадьбы с расписными домами и остатки солеварного промысла (конец XIV в.). В 5 км к северо-востоку от Соликамска, в селе Городище, — каменная Знаменская церковь (1750-80), построенная на месте 2 деревянных храмов, с многоярусной колокольней и деревянной скульптурой иконостаса в интерьере. В 15 км от Соликамска, за р. Кама, в селе Касиб, на возвышенном месте, — монументальная церковь Богородицы (1885) с 4-гранной колокольней; сохранилась жилая застройка с многообразными приёмами в декоре крылец. Между Касибом и Соликамском, в селе Пегушино, — 5-пролётный деревянный мост через р. Лысьва с высоко поднятыми конструкциями. К северу от Касиба, в селе Вильва, на горе, — динамичная по композиции Богоявленская церковь (1779) с высокой колокольней, крыльцом и лопатками на фасадах; в жилой архитектуре села — влияние городецкой резьбы (дом Засухиной).
Недалеко от центра города на берегу Усолки находится Людмилинская соляная скважина, которой более ста лет. Ранее на этом месте находился Троицкий солеваренный завод, принадлежащий купцам Рязанцевым. Людмилинская скважина была пробурена в 1906—1907 годах в геологоразведочных целях и имела глубину около 100 метров. Добытая оттуда соль содержала большое количество калия и была непригодна для употребления в пищу. Однако теперь эта скважина является местной достопримечательностью.

### Храмы Соликамска

#### Свято-Троицкий собор (летний)
Построен в 1684—1697 гг. на средства жителей города и государево жалованье, в память о котором на южной стене храма был помещён изразец с двуглавым орлом, а на западной стене выложена кирпичная императорская корона. Престолы собора были освящены в честь Святой Троицы, Предтечи и Крестителя Господня Иоанна и святителя Николая. Храм не отапливался, и службы в нём велись только в летнее время. В 1916 году стал центральным храмом новоучреждённого Соликамского викариатства Пермской епархии. Здесь находился до революции знаменитый складень с образом святителя Николая. В 1929 г. собор был закрыт и передан музею. Во время Великой Отечественной войны в храме хранились фонды эвакуированных в Соликамск музеев центра страны. В настоящее время здесь размещаются экспозиции Соликамского краеведческого музея. Прекрасный пятиглавый храм московской архитектурной школы. Из трёх крылец до нашего времени сохранились только два. Декор, характерный для деревянных построек, выполнен в камне. Памятник истории и архитектуры федерального значения.

#### Церковь Иоанна Предтечи
Церковь пригородного села Красного (ныне входящего в состав города) строилась с 1715 по 1772 г. Первоначально на средства купцов Суровцевых в 1715—1728 гг. возведён был нижний храм во имя св. мученика Иоанна Воина. Летний верхний храм во имя рождества Предтечи и Крестителя Господня Иоанна достроен на средства А. Ф. Турчанинова и освящён в 1772 г. Престолы храма освящены во имя Предтечи и Крестителя Господня Иоанна и во имя св. мученика Иоанна Воина. В 1891 г. при церкви при поддержке Рязанцевых была учреждена женская община, позднее получившая статус монастыря. В числе насельниц его была будущая игуменья Чердынского Иоанно-Богословского женского монастыря Руфина. После закрытия обители в начале 1920-х годов храм стал приходским. Закрыт он был в 1930-х годах. В 1989 г. храм был передан верующим, и в нём возобновились богослужения. Одноглавый храм с высокой столповой колокольней имеет уникальное соотношение ширины и высоты, не имеет аналогов на территории епархии. Внешний вид церкви напоминает корабль. Сохранилась внешняя отделка храма, лепные украшения нижнего придела утрачены полностью, верхнего — повреждены и нуждаются в реставрации. Частично сохранились росписи, украшавшие верхний двусветный храм. Особенно славится церковь св. Иоанна Предтечи гармоничным колокольным звоном. Памятник истории и архитектуры федерального значения.

#### Соборная колокольня
Строительство соборной колокольни было начато в 1713 году. Высота её от основания до креста 62 метра. Колокольный звон вёлся в 12 колоколов весом от 355 пудов до 20 фунтов. Колокольня имеет небольшой наклон. Построена звонница на двухэтажном каменном здании — «на палатах» — в котором в разное время размещались духовные и гражданские учреждения. Подклет здания, состоявший из 8 палаток, использовался первоначально для хранения купеческих товаров. В конце 1930 годов здание соборной колокольни передано в ведение НКВД, позднее — другим учреждениям. В настоящее время здесь размещается отдел природы Соликамского краеведческого музея. Памятник истории и архитектуры федерального значения. Соборная колокольня Соликамска — один из символов города.

#### Богоявленская церковь
Храм построен в 1688—1695 гг. на средства прихожан. Престолы его освящены в память Богоявления Господня, в честь Владимирской иконы Божией Матери и во имя чудотворцев Печерских Антония и Феодосия. Приход был ликвидирован в 1934 г., здание церкви передано музею. В 1943—1962 гг. в храме совершались богослужения, затем он снова был закрыт. С 1989 г. здесь размещаются экспозиции отдела древнерусского искусства Соликамского краеведческого музея. В настоящее время в экспозиции этого отдела в Богоявленской церкви находится икона святителя Николая, по преданию, посланная царём Иваном Грозным жителям Соликамска в ответ на их просьбу о помощи против набегов иноплеменных. В храме восстановлен иконостас, уцелело внутренне убранство. Пятиглавый основной храм с Владимирским приделом, также имеющим главку. Колокольня, располагающаяся над папертью, в XVIII веке была надстроена тремя ярусами, но фундамент не выдержал такой нагрузки. В настоящее время колокольне возвращён первоначальный вид. Храм имеет богатый каменный декор и изразцовое убранство. После ремонтно-реставрационных работ, проведённых в 2005 г., Богоявленская церковь является прекрасным украшением Соликамска. Памятник истории и архитектуры федерального значения.

#### Крестовоздвиженский собор (зимний)
Построен в 1698—1709 гг. на средства жителей города. Престолы храма были освящены во имя Воздвижения Креста Господня, святителя Стефана, епископа Великопермского, и иконы Божией Матери «Знамение». Приделы были устроены в углах трапезной части храма: на северной стороне — Стефановский, на южной — Знаменский. В этом тёплом храме совершались соборные богослужения в зимнее время. В 1929 году собор был закрыт и передан пищекомбинату. Долгое время в нём размещался пивзавод. В 2005 году начались работы по реставрации храма. Одноэтажный двустолпный храм на подклете, с одной главкой. Некоторые детали внешнего декора храма уникальны и не имеют аналогов в средневековой русской архитектуре. Памятник истории и архитектуры федерального значения.

#### Спасская церковь
Летняя церковь во имя Нерукотворенного Образа Спасителя построена в 1689—1691 гг. на средства прихожан на месте сгоревшего в пожаре 1672 г. деревянного храма. Первоначально имела два придела, престолы которых были освящены в честь св. апостола и евангелиста Иоанна Богослова и св. Симеона Столпника. Храм не отапливался, службы в нём велись только в летнее время. В начале 1930-х годов церковь была закрыта. В настоящее время Спасский храм является приходским, в нём возобновлены богослужения. Пятиглавый одноэтажный двухсветный храм имеет редкую планировку — «алтарь в алтаре». До 1850 г. главки храма были крыты деревянным лемехом, позднее заменённым на золочёное железо. Церковь имела не только внутренние, но и внешние росписи, частично сохранившиеся до нашего времени. Памятник истории и архитектуры федерального значения.

#### Архангельская церковь
Зимний храм прихода Спасской церкви, построен в 1712—1725 гг. на средства прихожан. Престол его был освящён во имя Архистратига Михаила и небесных сил бесплотных. Богослужения в этом тёплом храме совершались в зимнее время. В 1930-х годах церковь была закрыта. В настоящее время здесь размещается городской архив. Одноглавая церковь с трапезной частью почти не имеет внешних декоративных деталей. Внутренняя отделка полностью утрачена. Памятник архитектуры федерального значения. В архитектурный ансамбль храмов Спасского прихода входила также стоявшая отдельно столповая колокольня, не сохранившаяся до настоящего времени.

#### Преображенская церковь
Летняя Спасо-Преображенская церковь построена в 1683—1692 г. на средства московской купеческой вдовы Евдокии Щепоткиной для женского Преображенского монастыря. Строил её Логин Корсаков «со товарищи». Единственный престол храма был освящён в честь Преображения Господня. После переведения монастыря в Уфу в 1765 г. храм стал приходским. В 1929 г. приход был ликвидирован. Богослужения в Преображенской церкви возобновились в 1991 году. Пятиглавый храм с шатровой колокольней, расположенной над папертью. Памятник истории и архитектуры федерального значения.

#### Введенская церковь
Зимний храм строился в 1683—1713 г. для Преображенского женского монастыря. Престол его был освящён в память Введения во храм Пресвятыя Богородицы. В этой церкви до переведения монастыря в Уфу совершались богослужения в зимнее время. После 1765 г. храм стал приходским. С 1933 по 1991 г. храм был закрыт. В настоящее время это приписная церковь Преображенского прихода. Одноглавая церковь сохранила деревянную главу, крытую лемехом. Памятник истории и архитектуры федерального значения.

#### Воскресенская церковь
Начата постройкой на средства прихожан в 1714 году. Зимний Рождественский придел был освящён в 1721 г., летний Воскресенский храм возведён к 1752 году. Престолов два: в летнем храме — в честь Воскресения Христова, в зимнем — в честь Рождества Христова. Храм был закрыт в 1929 г., купола, колокольня и алтарная часть разобраны. В настоящее время в здании церкви находятся выставочный зал и один из отделов Соликамского краеведческого музея. До революции — один из красивейших храмов города, пятиглавый, с главкой над придельным храмом и столповой колокольней. Памятник истории и архитектуры местного значения.

#### Вознесенская церковь (Свято-Троицкая церковь мужского монастыря)
Построена в 1698—1704 гг. на средства солепромышленников Суровцевых как летняя церковь мужского монастыря. Имеет зимний придел. Престол летнего храма первоначально был освящён в честь Вознесения Господня, придельного — в честь Благовещения Пресвятой Богородицы. После переведения в Соликамск братии Истобенского Свято-Троицкого монастыря престол главного монастырского храма был освящён в честь Святой Троицы. После закрытия монастыря храм стал приходским, закрыт в 1926 году. С 1999 г. началось возрождение мужского монастыря, в храме совершаются богослужения. Одноглавый двухсветный храм с декором, характерным для аналогичных по архитектуре церквей Соликамска. Памятник истории и архитектуры федерального значения.

#### Церковь Михаила Малеина (Вознесенская церковь мужского монастыря)
Построена на средства солепромышленника Михаила Турчанинова в 1731—1734 гг. Имеет два придела: нижний — тёплый, зимний. Храм был освящён во имя преподобного Михаила Малеина. После переведения в Соликамск братии Истобенского Свято-Троицкого монастыря отремонтированный храм Михаила Малеина был переосвящён в память прежнего именования монастыря Вознесенским, а престолы приделов — нижнего — в честь иконы Божией Матери «Всех скорбящих Радости», верхний — в честь Вознесения Господня. В советский период храм был закрыт. Богослужения в нём в зимнем приделе возобновились в 2005 году. В настоящее время по благословению епископа Пермского и Соликамского Иринарха нижний придел церкви освящён в честь священномученика Феофана, епископа Соликамского. Особенностью церкви является устройство колокольни над основным храмом. Верхние ярусы колокольни были разобраны в советские времена. Памятник истории и архитектуры федерального значения.

#### Церковь святых Жён Мироносиц
Кладбищенская однопрестольная церковь, освящённая во имя святых Жён Мироносиц была построена в 1776—1780 гг. на средства солепромышленника М. Г. Суровцева. Строил её мещанин Иван Горбовский. В 1911 г. церковь получила статус приходской. В 1929 г. приход был ликвидирован, храм закрыт. В 2000 году начались работы по восстановлению его, возобновились службы. Одноглавая церковь имела первоначально трёхъярусную колокольню, утраченную в советское время. Частично сохранились до наших дней внутренние росписи храма. В церкви были погребены её ктитор М. Г. Суровцев и члены его семьи. Памятник истории и архитектуры местного значения.

### Музей истории соли (бывший Усть-Боровской солеваренный завод)
Музей истории соли — филиал Соликамского краеведческого музея имеет статус музея промышленного зодчества XIX века федерального значения, в состав которого входит 17 объектов. Он был открыт в октябре 1986 года, когда здесь, в здании бывшей конторы сользавода, проходила научно-практическая конференция «Соль и освоение края».
Музей создан на базе находящегося в черте современного Соликамского Усть-Боровского солеваренного завода, построенного в 1878—1882 гг. на средства соликамского купца 1-й гильдии Александра Васильевича Рязанцева. Рассол здесь добывали из скважин, над которыми стояли высокие бревенчатые срубы рассолоподъёмные башни. Всего на заводе было пробурено 14 скважин на глубину от 170 до 215 метров, затем рассол накапливали в деревянных ларях, а оттуда подавали в варницы. До отправки потребителю соль хранилась в больших деревянных амбарах.
Все производственные здания построены в старых традициях и являются уникальными образцами промышленной деревянной архитектуры.
Музей Соли — это уникальный архитектурный комплекс, экспозиция которого воссоздаёт технологическую цепочку по производству соли, существовавшую с XV века.
Солеварение было основой существования Соликамска, с момента его рождения в XV веке до 1972 года. В конце XVII века Соликамск был центром российского солеварения: ежегодный объём производства в городе и уезде на 231 варнице составлял 7 млн пудов соли, что составляло 70 % от общероссийской добычи.
В настоящее время варка соли в городе прекращена. Последний солеваренный Усть-Боровской завод закрыл производство в 1972 году.
Теперь это уникальный, единственный в России солеваренный завод под открытым небом, который является единственным в стране памятником промышленного деревянного зодчества.
Промысловые деревянные сооружения завода по своим архитектурным достоинствам относятся к уникальным памятникам русского деревянного зодчества. Это рассолоподъёмные башни, соляные лари, варницы и амбары.
В комплекс сооружений Усть-Боровского сользавода входит также дом солепромышленника А. В. Рязанцева. Он служил загородной дачей и одновременно конторой сользавода. Нижний каменный этаж был служебным, деревянный верхний и мезонин — жилыми.

### Зелёная линия Соликамска
В Соликамске в 2011 г. появился пешеходный маршрут «Зелёная линия» по аналогии с Зелёной линией Перми. Пешеходный маршрут включает в себя основные достопримечательности города (18 наименований). В отличие от Перми, где маршрут нанесён на мостовую и снабжён информационными тумбами, в Соликамске Зелёная линия в основном виртуальная — разметка сохранилась только в начале маршрута, а информационные тумбы отсутствуют.

## Известные люди, связанные с Соликамском
- Аристов Дмитрий Васильевич (1972) — Главный судебный пристав Российской Федерации, Генерал-полковник внутренней службы.
- Баньковский, Лев Владимирович (1938—2011) — российский учёный (Институт экономики УрО РАН), с 2000 и до конца жизни — работал в Соликамском государственном педагогическом институте, соинициатор создания детского образовательного центра «РОСТ».
- Вагнер Евгений Антонович — советский и российский хирург, Почётный гражданин Пермского края[72].
- Давыдычев, Лев Иванович — российский детский писатель, родился в Соликамске.
- Демидов, Григорий Акинфиевич (1715—1761) — дворянин, солепромышленник и металлург, ботаник, основатель первого в России частного ботанического сада. Корреспондент Карла Линнея, отмечен во втором издании «Species plantarum» 1762 года. После пожара Кунсткамеры в Санкт-Петербурге 6 декабря 1747 года — предоставлял безвозмездно трёхэтажный дом под коллекцию и библиотеку вплоть до 1766 года. Спаситель коллекции 80 растений Георга Стеллера, переданной 11 марта 1748 года в Академию наук.
- Дмитриев, Олег Алексеевич — советский/российский художник, почётный гражданин города Соликамска, принимал активнейшее участие в основании Соликамского краеведческого музея, передал в дар музею более 300 своих полотен.
- Ермолова Ирина Владимировна (1969) — заслуженная артистка Российской Федерации, актриса Свердловского государственного академического театра драмы, снялась в фильме Андрея Кончаловского «Белые ночи почтальона Алексея Тряпицина». Родилась в Соликамске и училась в средней школе 4, в 1985-86 гг. занималась в Народном театре при Целлюлозно-бумажном комбинате, под руководством Е. Г. Пыльской.
- Город Соликамск является родиной Фёдора Зубова, иконописца, «царского изографа». Свои работы он подписывает, называя себя «усольцем»[73].
- 12 Героев Советского Союза дал Соликамск фронтам Великой Отечественной. Вот их имена: Николай Латкин, Пётр Кондратенко, Николай Антонов, Василий Кузнецов, Пётр Лавров, Константин Роденко, Николай Шерстобитов, Константин Шувалов, Василий Суслов, Григорий Шумков, Дмитрий Чеботарёв, Валентин Елькин. Среди них в городе более известен Николай Латкин. Памятник Латкину В боях Великой Отечественной он участвовал с июля 1942 года. Сержант-артиллерист. Воевал в составе войск Северо-Кавказского, 1-го Прибалтийского фронтов. Сражался под Смоленском, Ельней, Курском и Глуховом. Уже в Восточной Пруссии 7 февраля 1945 года орудийный расчёт Николая Латкина удерживал стратегическую высоту до подхода советских войск. Сержант Латкин оставался последним советским солдатом на этой высоте, в одиночку удерживая немецкие танки орудийным огнём. Звания Героя Советского Союза был удостоен за этот подвиг посмертно 29 июня 1945 года[74]. Его имя носит в городе улица, площадь. В Боровске ему установлен памятник.
- Карапетян, Ольга Владимировна (1958—2010) — российский архитектор, главный архитектор (председатель комитета по архитектуре и градостроительству) Соликамска.
- Корниенко, Нина Григорьевна (1943) — советская и российская актриса театра и кино, заслуженная артистка России.
- Потапов, Михаил Михайлович (1904—2007) — почётный гражданин Соликамска, художник.
- Шумилова, Екатерина Евгеньевна (1986) — российская биатлонистка, заслуженный мастер спорта России.
- Трусова, Ирина Андреевна (1988) — российская биатлонистка, мастер спорта России[75].
- Тольцинер Филипп — архитектор, почётный гражданин Пермского края[72]. С 1938 года отбывал наказание в Соликамске, занимался реконструкцией церквей, спроектировал так называемый «Маленький Берлин» в Соликамске, умер в Соликамске.
- Четина Елизавета Владимировна (1997) — российская шахматистка. Кандидат в мастера спорта России. Вице-чемпионка мира и Европы, бронзовый призёр Российского первенства, чемпионка Приволжского Федерального округа среди юношей и девушек[76][77].
- Юдин, Юрий Ефимович (1937—2013) — почётный житель города Соликамска, один из десяти членов печально известной группы Дятлова, выбывший из группы до трагедии и оставшийся в живых.
- Шилова Елена (1988) — российская актриса театра и кино. В школьные годы играла в театре-студии Перемена (руководитель Е. Г. Пыльская). В 2011 году окончила ВГИК (мастерская В.Фокина). Сыграла более 24 ролей[78].
- Лумпова Надежда Витальевна (1989) — российская актриса театра и кино. Внесена в банк памяти «Одарённые дети России». До 2006 года играла в театре-студии «Перемена» (г. Соликамск; руководитель — Е. Г. Пыльская). В 2010 году окончила режиссёрский факультет РАТИ-ГИТИС (актёрская группа Мастерской Олега Кудряшова). Приз за Лучшую женскую роль на X Всероссийском фестивале детских и юношеских театральных коллективов «Маска»-2005. Лауреат Премии «Золотой лист-2010» в номинации «Лучшая женская роль». Сыграла более 15 ролей[79].
- Слинкин (Арбенин) Дмитрий Алексеевич (1989) — российский актёр театра и кино. В 2010 году окончил Ярославский государственный театральный институт (курс Александра Кузина). Как приглашённый артист, играет в Санкт-Петербургском ТЮЗе им. Брянцева. Награждён медалью маршала Жукова. Лауреат Международного фестиваля-конкурса «Москва — город мира» (спектакль «Дамское танго» В. Аслановой, Театр "Четвёртая стена). Сыграл более 20 ролей[80].
- Серваль Светлана Александровна (1964) — российская актриса театра и кино. Окончила ЛГИТМиК, драматического искусства (1987 г.), педагог — Горбачёв И. О. Актриса Александринского театра[81].
- Ухов, Иван Анатольевич (1995) — российский профессиональный баскетболист, играющий на позиции атакующего защитника. Участник Матча всех звёзд Единой лиги ВТБ 2018. В сезоне 2016/2017 Ухов получил награду «Лучшего молодого игрока» Единой лиги ВТБ. Согласно приказу Министерства спорта РФ № 155-нг от 17 октября 2016 года, за победу в Кубке России, Ухову присвоено спортивное звание «Мастер спорта России».
- Санников, Степан Романович (1990) — российский хоккеист, нападающий. Бронзовый призёр чемпионата мира 2016 года.
- Тяглая, Наталья Николаевна (1958) Почётный гражданин Соликамска

## Интересные факты
- 1 марта 2011 года Банк России выпустил памятную монету «Соликамск» номиналом 10 рублей из серии «Древние города России». Сплав: латунь/мельхиор. Диаметр, 27 мм. Тираж: 5 млн шт. Чеканка: Санкт-Петербургский (СПМД). Художник: С. В. Сутягин. Скульптор: Ф. С. Андронов, А. А. Долгополова. Каталожный номер: 5514-0076[82].
- В честь Соликамска назван астероид Главного пояса (11542) Соликамск, который обнаружил Эрик Эльст в обсерватории Ла-Силья 22 сентября 1992 года[83].
- В романе «Дальнейшие приключения Робинзона Крузо» — продолжении первой книги Даниэля Дефо о Робинзоне, Робинзон Крузо проехал через Соликамск, возвращаясь в Англию из Китая через Архангельск[84][85].